# 이성군 (1503년)
이성군 이수강(伊城君 李壽剛, 1503년 ~ 1542년)은 조선의 왕족이다.

## 일생
1514년 이성군(伊城君)에 책봉된 그는 종실임에도 불구하고 부귀 영화를 버린 채 포의한사(布衣寒士)처럼 일생을 보내다가 1542년에 향년 40세로 별세하였다.